# Stena 4Runner I
Stena 4Runner I ist eine Klasse von ehemals drei RoRo-Schiffen, die von der schwedischen Reederei Stena RoRo bestellt wurden.

## Allgemeines
Zur Klasse gehören drei Schiffe, die Stena Carrier, die Jacklyn (vormals Stena Freighter) und die MSC Bridge (vormals Stena Ausonia). Wenige Jahre später wurden bei Dalian Shipyard in China drei Schiffe des Typs 4Runner Mk II, einer überarbeiteten Version der 4Runner I, gebaut. Knud E Hansen entwickelte noch einen dritten Entwurf, Forerunner Mark III.

## Einsatz
Zwei Schiffe der Klasse, die Stena Freighter und die Stena Carrier, wurden nach der Ablieferung im Jahr 2004 zunächst von der Stena Line auf der Strecke zwischen Travemünde und Göteborg eingesetzt. Die Verbindung Travemünde–Göteborg wurde im September 2010 eingestellt, da seit September 2010 bzw. April 2011 zwei größere Schiffe auf der Route Kiel–Göteborg eingesetzt werden und die Route Travemünde–Göteborg dadurch unrentabel wurde.
Nachdem am 2. September 2010 die neue Stena Germanica ihren Betrieb auf der Route Kiel–Göteborg aufgenommen hatte, wechselte die die Stena Freighter ebenfalls auf diese Verbindung und wurde parallel zur Stena Scandinavica auf der Strecke Kiel–Göteborg eingesetzt, um für eine täglich identische Transportkapazität in beide Richtungen zu sorgen. Nachdem am 20. April die neue Stena Scandinavica ihren Betrieb aufgenommen hatte, wurde die Stena Freighter von der Route abgezogen.
2018 verkaufte Stena RoRo alle drei Schiffe. Die Stena Carrier fährt nun als México Star für Baja Ferries.
Die Stena Freighter wurde zu einer schwimmenden Landeplattform für die erste Stufe der Rakete New Glenn des Raumfahrtunternehmens Blue Origin. Im Dezember 2020 wurde sie nach Jeff Bezos’ Mutter auf den Namen Jacklyn getauft, danach wurde sie in Rumänien und Frankreich für ihren neuen Zweck umgebaut. Am 4. September 2024 traf sie in ihrem Heimathafen Port Canaveral ein.

## Übersicht
| Stena 4Runner I | Stena 4Runner I                                                                           | Stena 4Runner I | Stena 4Runner I                                 | Stena 4Runner I |
| Bauname         | Bauwerft Baunummer                                                                        | IMO- Nummer     | Kiellegung Stapellauf Ablieferung               | Umbenennungen und Verbleib |
| --------------- | ----------------------------------------------------------------------------------------- | --------------- | ----------------------------------------------- | --- |
| Stena Ausonia   | Societa Esercizio Cantieri, Viareggio 1546                                                | 9138783         | 18. Juli 1996 11. Oktober 1997 6. Oktober 1998  | In Fahrt gesetzt als Sea Centurion, 2002 Mont Ventoux, 2005 Stena Forwarder, 2007 Ark Forwarder, 2015 Wilhelmsborg, 2016 Ark Forwarder, 2018 MSC Bridge, so 2024 in Fahrt.               |
| Stena Hispanica | Societa Esercizio Cantieri, Viareggio, 1547 Elektromehanika, Rijeka                       | 9138795         | 19. Februar 1997 9. Mai 1998 12. März 2004      | Zu Wasser als Sea Chieftain, im Bau umbenannt in Stena Seafreighter, in Fahrt gesetzt als Stena Freighter, 2018 LPV, 2020: Jacklyn, zu Unbemannter schwimmender Landeplattform umgebaut. |
| Stena Grecia    | Societa Esercizio Cantieri, Apuania, 1548 Nuovi Cantieri Apuania, Marina di Carrara, 1231 | 9138800         | 18. Oktober 1997 24. Oktober 1998 15. März 2004 | Im Bau umbenannt in Aronte, in Fahrt gesetzt als Stena Carrier II, 2004 Stena Carrier, 2018 Mexico Star, so 2024 in Fahrt.                                                               |